# Płaniernaja
Płaniernaja (ros. Планерная – Szybowcowa) – stacja moskiewskiego metra linii Tagańsko-Krasnopriesnieńskiej (kod 128). Nazwa stacji pochodzi od pobliskiej ulicy. Wyjścia prowadzą na ulice Płaniernaja i Vilisa Latsisa, w pobliżu kanału imienia Moskwy.

## Wystrój
Stacja jest trzykomorowa, jednopoziomowa, posiada jeden peron. Dwa rzędy 26 kolumn obłożono białym marmurem. Ściany nad torami ozdobiono wzorami geometrycznymi zbudowanymi z białych, niebieskoszarych i żółtych marmurów. Podłogi wyłożono szarym granitem.